# Notodonta
Genre
Notodonta est un genre de lépidoptères (papillons) de nuit de la famille des Notodontidae, de la sous-famille des Notodontinae.

## Liste des espèces
- Notodonta albicosta (Matsumura, 1920).
- Notodonta dembowskii Oberthür, 1879.
- Notodonta dromedarius (Linnaeus, 1767) — Chameau.
- Notodonta griseotincta Wileman, 1910.
- Notodonta jankowski Oberthür, 1879.
- Notodonta pacifica Behr, 1892.
- Notodonta roscida Kiriakoff, 1963.
- Notodonta scitipennis Walker, 1862.
- Notodonta simplaria Graef, 1881.
- Notodonta torva (Hübner, 1803) — Demi-lune grise.
- Notodonta trachitso Oberthür, 1894.
- Notodonta tritophus (Denis et Schiffermüller, 1775) — Dromadaire.
- Notodonta ziczac (Linnaeus, 1758) — Bois veiné.